# Lokstall

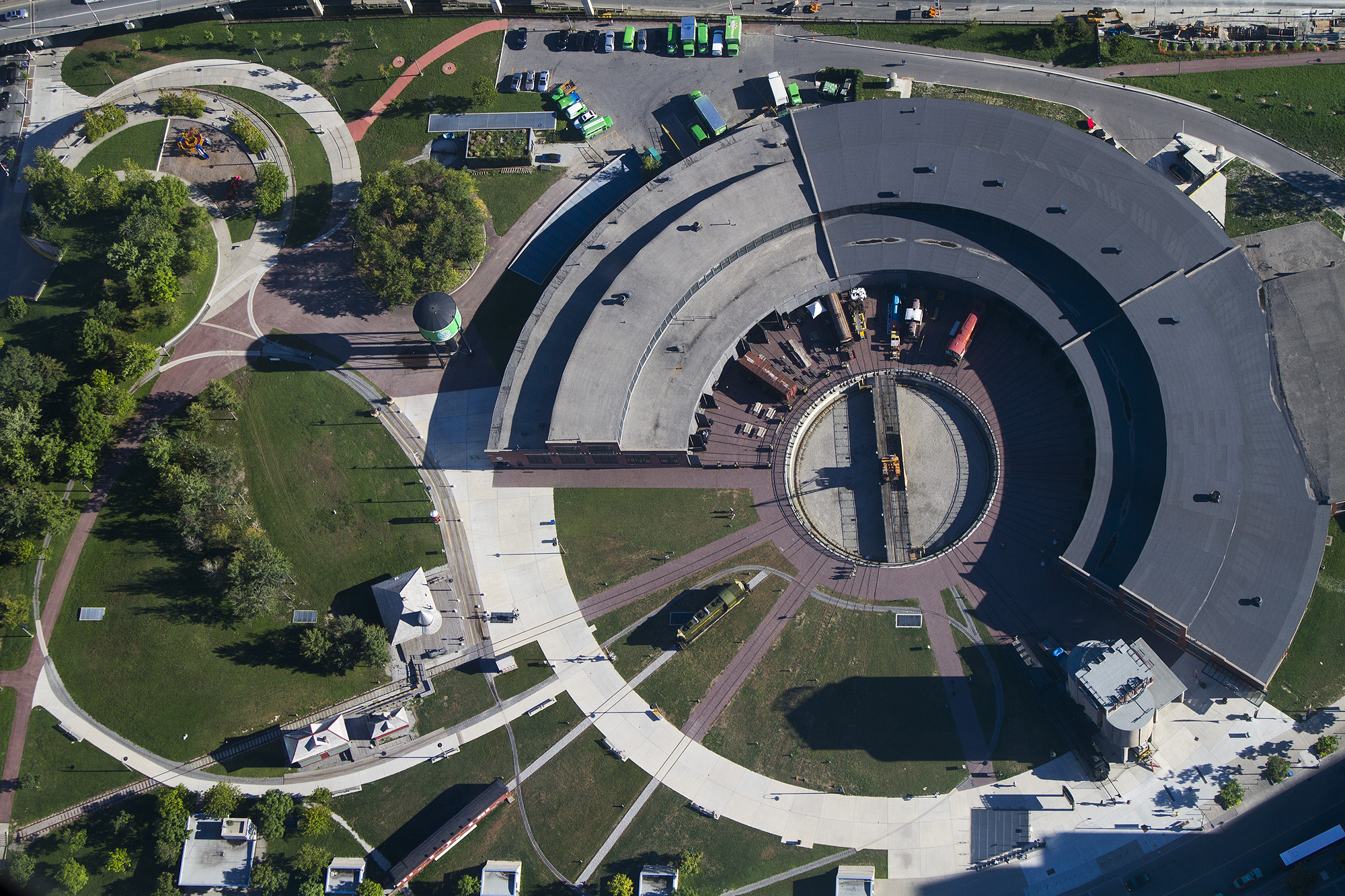
Ett lokstall med vändskiva i Toronto.

Ett lokstall är en byggnad avsedd för underhåll, reparation och förvaring av lokomotiv och järnvägsvagnar.

## Beskrivning
Äldre och större typer av lokstall byggdes ofta som kvarts- eller halvcirkelformade byggnader runt en vändskiva, men kunde också bestå av rektangulära byggnader utan vändskiva. Det fanns även en typ med central anordnad vändskiva och stjärnformig placerade spår där lokomotiv avställdes, allt under samma tak i en cirkelrund byggnad.
Numera byggs sällan lokstall eftersom loken inte erfordrar samma arbets- och underhållsinsats som ånglok och eftersom tågtrafiken numer bedrivs med betydligt större intensitet, vilket gör att loken skall utnyttjas maximalt. Loken underhålls vid verkstäder men ställs sedan upp på rangerbangårdar under den tid då de inte används. Gamla lokstall tjänar ibland som museibyggnader för järnvägsmuseer.

## Bildgalleri

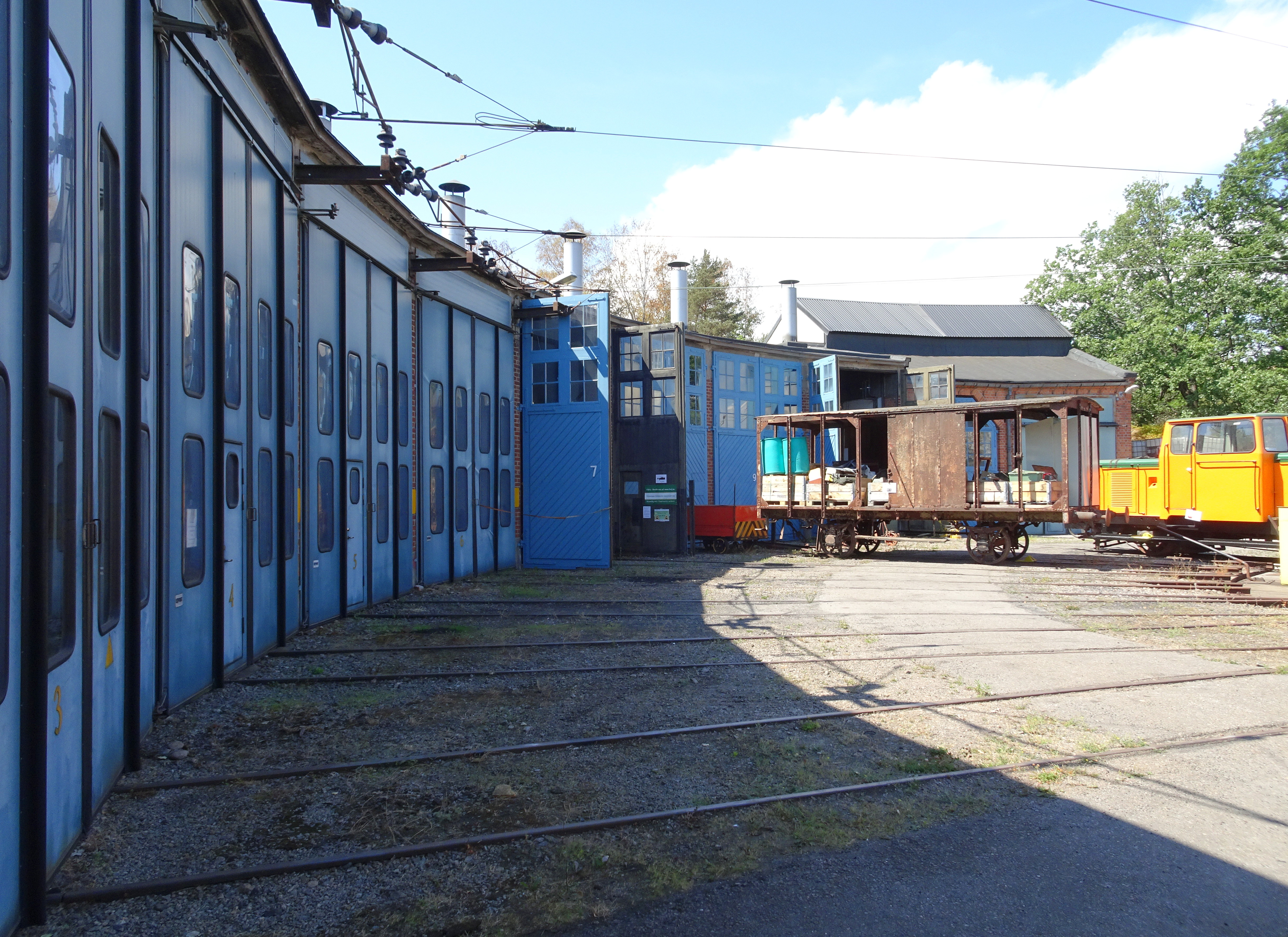
Lokstall för Oxelösunds järnvägsmuseum, ursprungligen för Trafikaktiebolaget Grängesberg–Oxelösunds Järnvägar
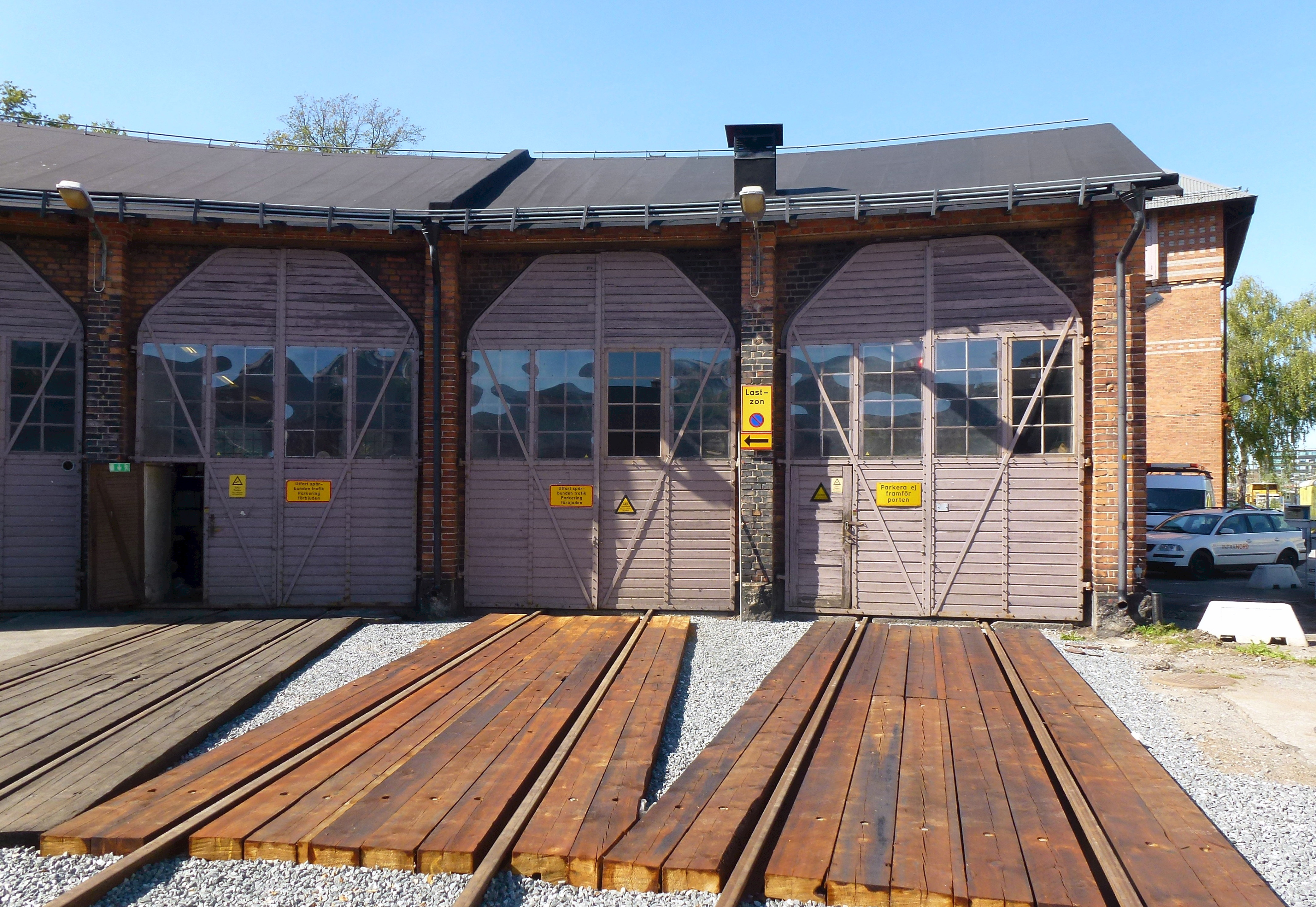
Lokstallet i Sundbyberg, ursprungligen för Stockholm–Västerås–Bergslagens Järnvägar
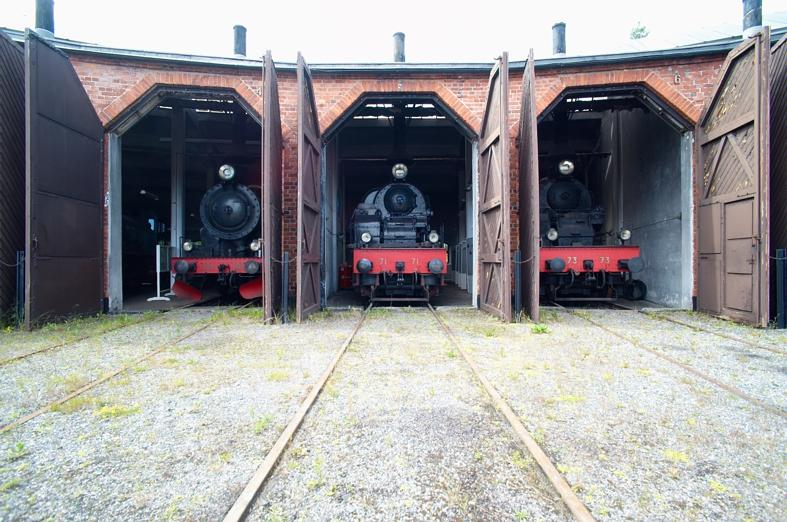
Lokstallet för Grängesbergs järnvägsmuseum, ursprungligen för Trafikaktiebolaget Grängesberg–Oxelösunds Järnvägar
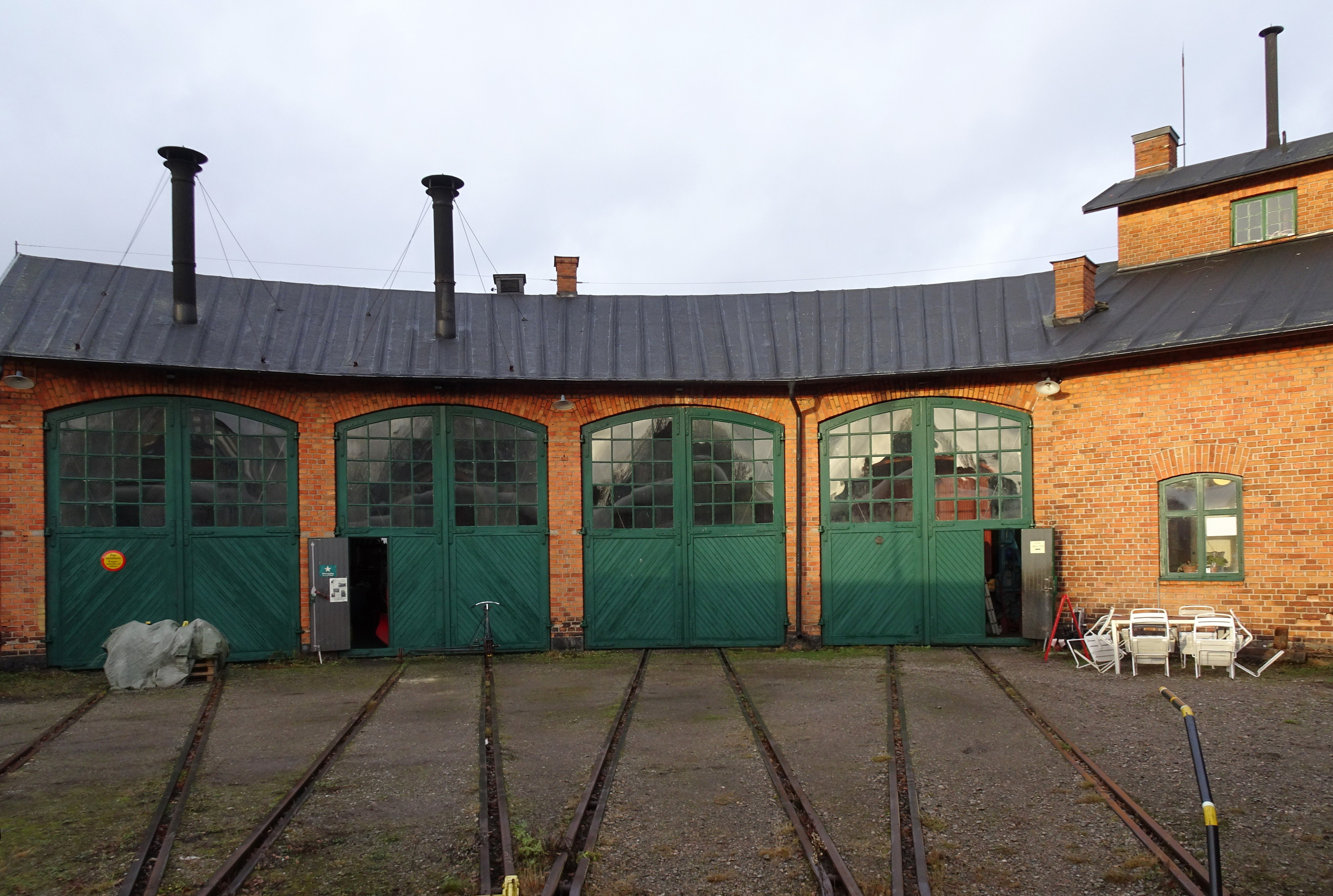
Lokstallet för Nynäshamns järnvägsmuseum, ursprungligen för Nynäsbanan
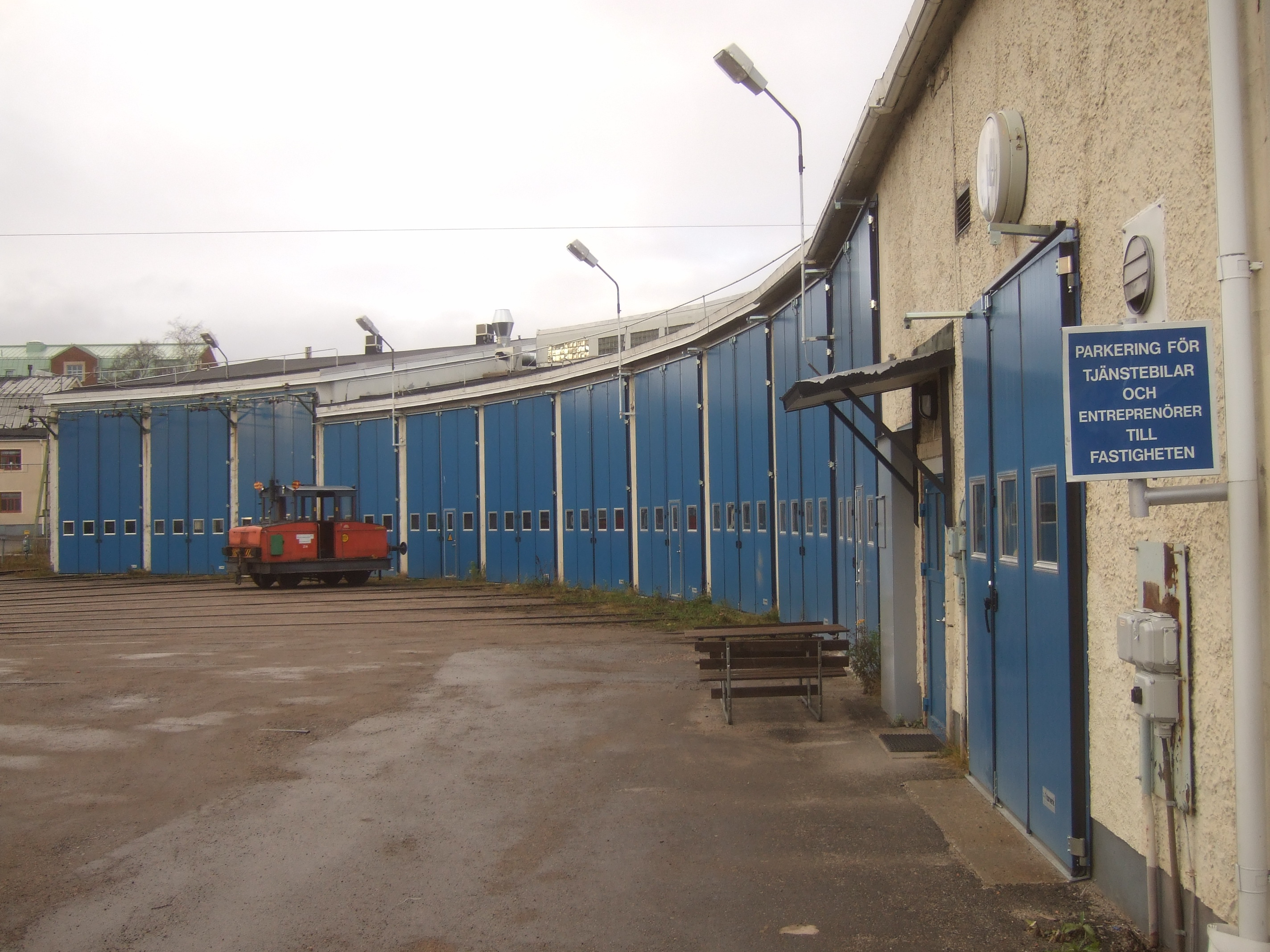
Modernt lokstall på Sundsvalls centralstation